# Ritka légivadász
A ritka légivadász (Coenagrion scitulum) a légivadászok családjába tartozó, Európában és Nyugat-Ázsiában elterjedt szitakötőfaj.

## Megjelenése
A ritka légivadász testhossza 30–32 mm. Alapszíne élénk égszínkék. A tor felső oldala fekete két vékony, kék, hosszanti sávval. Potrohának alapszíne a kék, a második szelvény felső részén kehely alakú (ami sokszor félholddá vagy csíkká torzul) fekete rajzolat látszik. A potroh középső szelvények fekete-kék gyűrűsek, a 6-7 szelvény teljesen fekete, míg a potroh vége (8-9. szelvény) majdnem tisztán kék, csak a 9. végén található némi fekete mintázat. A potroh alsó része sárgás. Szárnyjegye  halványbarna és bármely más Coenagrion-fajénál nagyobb.
A nőstény a hímhez hasonlít, potrohán nagy, fekete, torpedó formájú rajzolatok sorakoznak ezért felülről inkább feketének látszik.
Rokonaitól nehezen, csak közelről lehet megkülönböztetni. A szép légivadász és a gyakori légivadász karcsúbb, vékonyabb felépítésű. A díszes légivadásztól mintázatának részletei és élőhelye (utóbbi kis vízfolyások környékén fordul elő) különböztetik meg.

## Elterjedése
Eurázsiai faj. Leginkább Franciaország nyugati és középső régiójában és Délnyugat-Spanyolországban gyakori, másutt populációi szigetszerűek. Dél- és Közép-Európától és Észak-Afrikától Kisázsián keresztül egészen a Kaszpi-tengerig és a Kaukázusig előfordul, sőt egy külön populációja Közép-Ázsiában is megtalálható. Az utóbbi időben észak felé terjeszkedik és Belgiumban és Hollandiában is viszonylag gyakorivá vált. Angliai populációja 1953-ban egy tengerbetörés során elpusztult, de 2009-től ismét megjelent. Magyarországon az egész országban előfordulhat, de ritka és kis létszámú faj.

## Életmódja
Lárvája kisebb-nagyobb, növényzettel dúsan benőtt, gyorsan átmelegedő állóvizekben: tavakban, bányagödrökben, lápokon él. A víz kisebb sótartalmát elviseli. Az imágók május végétől július végéig repülnek, ritkán szeptember elején is lehet velük találkozni. A nőstény a víz alatti növényekre rakja megtermékenyített petéit.
Magyarországon védett, természetvédelmi értéke 5000 Ft.